# 緣邊短吻獅子魚
緣邊短吻獅子鱼，为輻鰭魚綱鮋形目杜父魚亞目狮子鱼科的其中一種。分布於西北太平洋區的鄂霍次克海海域。頭大，體側扁，體粉紅色，腹部銀白色，背鰭與臀鰭黑色並延伸至尾鰭，尾鰭截形，背鰭軟條53至56枚；臀鰭軟條48至51枚；脊椎骨59至62個，體長可達23.5公分，屬深海魚類，棲息在水深338至950公尺的水域，生活習性不明。

## 外部連結
- . fishbase.sinica.edu.tw.   [2021-12-14]. （原始内容存档于2012-12-22）.